# Uroleucon fuchuense
Uroleucon fuchuense är en insektsart. Uroleucon fuchuense ingår i släktet Uroleucon och familjen långrörsbladlöss. Inga underarter finns listade i Catalogue of Life.